# Funktionale Musik
Funktionale Musik (auch funktionelle Musik)  ist ein Sammelbegriff für Musik, die bestimmte Aufgaben in gesellschaftlichen Zusammenhängen erfüllt. Ihr Gegenteil wird meist Autonome Musik genannt. Innerhalb von musikalischen Zusammenhängen wird der Ausdruck Funktion ebenfalls verwendet: Man spricht zum Beispiel in der Funktionstheorie von der Funktion von Akkorden. Die funktionale Musik erfüllt demgegenüber außermusikalische Funktionen.

## Begriff
Der Begriff entstand im Zusammenhang mit dem Aufstreben der Musiksoziologie in den 1930er Jahren und versuchte, die Genres der Unterhaltungsmusik, die sich in den Augen der Zeit noch unbestritten von der Kunstmusik unterschieden, in einen systematischen Zusammenhang zu bringen. Im Unterschied zum älteren Terminus Gebrauchsmusik, der ein Schlagwort der 1920er Jahre gewesen war und etwa von Paul Nettl verwendet wurde, steht bei der „funktionalen“ Musik die soziologische Differenzierung ihres Gebrauchs im Vordergrund. Die ideologische Instrumentalisierung von Musik in den Diktaturen der 1930er Jahre und ihr kommerzieller Einsatz in den Massenmedien waren Themen der Zeit. Albrecht Riethmüller bekräftigt in diesem Zusammenhang: „Musik in der nationalsozialistischen Feier ist im strengen Sinne ‚funktionale Musik‘.“
1934 wurde das amerikanische Unternehmen Muzak gegründet, was eine rege Diskussion über kommerzielle Musik auslöste. Theodor W. Adorno betonte den Charakter der funktionalen Musik als „Ware“ und hielt die fehlende Bewusstheit beim Hören für ein zentrales Merkmal des Funktionalen. So erklärte er um 1937, dass der Jazz „als Begleitung zum Tanz oder als Hintergrund zum Gespräch“ nicht den „Anspruch einer synthetischen Einheit der Apperzeption“ erhebe und deshalb eine „konstitutiv unbewusste“ Funktion habe.
Heinrich Besseler bevorzugte seit den 1950er Jahren den Begriff der „Umgangsmusik“ für Gebrauchsmusik in gesellschaftlichen Situationen, den er von der „Darbietungsmusik“ abgrenzte. Ideologische Funktionen waren aus dieser Betrachtungsweise ausgeklammert.
Hans Heinrich Eggebrecht setzte sich für den Terminus funktionale Musik ein, aber wollte ihn nur im Unterschied zur sogenannten Autonomen Musik gelten lassen, wodurch er etwa gleichbedeutend mit Trivialmusik wird. Eggebrecht bezeichnete die Musik, die in bestimmten gesellschaftlichen Zusammenhängen gehört wird wie Tanzmusik, Tafelmusik, Arbeitsmusik, Werbemusik, als funktionale Musik. Ausdrücklich bezog er moderne Genres im Jahr seiner Niederschrift 1973 wie „Pop, Beat, Psychedelische Musik“ mit ein.
Albrecht von Massow unterscheidet in seiner Überblicksdarstellung von 1993 die funktionale Musik im engeren Sinne als Bezeichnung für „Hintergrundmusik wie Arbeits- oder Kaufhausmusik“ und im weiteren Sinne als Klassifikation für „jede an konkrete gesellschaftliche Zwecke gebundene Kompositionsart wie Tanz- und Marschmusik“. Im Unterschied zu Eggebrecht erklärt Massow: „Funktion als grundsätzliche Kategorie rückt jegliche Musik ohne Ausnahme ins Blickfeld einer soziologischen Betrachtung“.
Im Handbuch Funktionale Musik (2017) werden Formen und Anwendungsbereiche von Musik im Zusammenhang mit Kraftfahrzeugen, Telefon (einschließlich der Musik in Telefonschleifen), Film oder Videospiel geschildert. Ein Kapitel widmet sich der Musiktherapie.

## Vorgeschichte
Heute muss man wohl eher erklären, was es mit dem „autonomen“ Gegenpol zur funktionalen Musik auf sich hat: Bis zum 18. Jahrhundert ist auch die europäische Musik ausschließlich funktional, das heißt den gesellschaftlichen Ereignissen in Kirche, Theater, Tanzboden, aristokratischer oder bürgerlicher „Kammer“ untergeordnet. In Zusammenhängen, bei denen während der Musik nicht geredet, gebetet, gegessen oder getanzt wurde, entwickelte sich eine weniger „dienende“, selbstbewusste Musik, die auch sorgfältiger ausgestaltet war – hauptsächlich die als Untermalung des aristokratischen Kartenspiels dargebotene Musik (die sogenannte Kammermusik). Aus der Musik Joseph Haydns kann man zum Beispiel recht genau schließen, mit welchem Grad der Aufmerksamkeit seiner Hörer er jeweils rechnete. Diese Tendenz zur höheren Aufmerksamkeit führte in der Frühzeit des bürgerlichen Konzerts seit etwa 1800 zu einer Musik, auf die idealerweise die volle Konzentration stummer und unbeweglicher Zuhörer gerichtet ist.
Aber auch diese Musik konnte gesellschaftliche Funktionen haben, etwa als Vorwand zur Zusammenkunft oder als Demonstration erworbener Bildung. Der Ausdruck „funktionale Musik“ in der Verwendung von Adorno oder Eggebrecht versucht ähnlich wie „unterhaltende Musik“ ein Ideal, das es in der angestrebten Autonomie möglicherweise nie gegeben hat, als gegeben hinzustellen, um von ihm die übrige Musik abzugrenzen. Carl Dahlhaus hat den Begriff daher als „Phantom“ bezeichnet.